# П'єро далле Карчері
П'єро далле Карчері (італ. Piero dalle Carceri; д/н —1340) — триарх 1/6 центрального Негропонте в 1300—1340 роках (фактично з 1319 року). Зумів об'єднати триархію центрального Негропонте.

## Життєпис
Походив з веронського шляхетського роду. Син Грапоццо далле Карчері і Беатриси да Верона. 1278 року родина внаслідок венеційського вторгнення залишила Евбею. 1279 року, ймовірно після смерті родичів Феліції і Маріно II, Грапоццо (разом з братом Каетано) оголосили себе триархами, але фактичну владу здобули близько 1294 року після остаточного вигнання візантійців венеційцями.
Після смерті батька 1300 року (за іншими відомостями 1315) П'єро став співвласником центрального Негропонте разом з Боніфацієм да Верона (родичем матері П'єро) і Марією далле Карчері (донькою Каетано), які фактично керували триархією. 1317 року Альфонсо Фадріке, генерал-капітан Афінського герцогства захопив центральний Негропонте.
1319 року венеційці зуміли відвоювати Негропонте в Альфонсо Фадріке та передали його Марії далле Карчері. Проте П'єро зумів раніше зайняти ключові замки, почавши війну з Марією та її чоловіком Андреа Корнаро. Протистояння тривало до самої смерті Марії 1323 року. 1324 року оженився на удові Ерара II д'Онуа, за якою отримав половину баронії Аркадії. 1328 року після смерті матері П'єро далле Карчері зумів об'єднати центральний Негропонте.
Наступні роки мирно панував в своїх володіннях, зберігаючи союз з Венецією, оскільки до 1335 року зберігалася загроза з боку Альфонсо Фадріке. Помер триарх близько 1340 року. Йому спадкував син Джованні.

## Родина
1. Дружина — донька Джорджо I Гізі, триарха південного Негропонте
дітей не було
2. Дружина — Бальцана, донька Доменіко Гоццадіні, сеньйора Намфто
Діти:
- Джованні (д/н—1358), триарх центрального Негропонте